# すたひろ
すたひろは、日本の漫画家。別名義に須田洋。

## 作品リスト

### 漫画作品

#### 連載
- おたくの娘さん（『月刊ドラゴンエイジ』2006年12月号 - 2011年11月号）
- 絶対☆アイドル（作画：ぎん太、『月刊ドラゴンエイジ』2008年4月号 - 8月号） - 須田洋名義。原作担当。
- 幕末ヱイリアン（『月刊ドラゴンエイジ』2012年7月号[1] - 2013年8月号[2]）
- 和太鼓†ガールズ（『月刊アクション』2013年9月号 - 2014年9月号）
- メイデンス・オーダー（『まんがタイムきららフォワード』2016年4月号[3] - 2017年5月号）
- 天沢君とカムナちゃん（『ニコニコ静画』）
- 婚約者に裏切られた錬金術師は、独立して『ざまぁ』します（原作：Y.A、『BKコミックス』2022年 - 連載中）

#### 読み切り
- 『ひぐらしのなく頃に』のアンソロジー寄稿作品（『ひぐらしのなく頃に アンソロジーコミック』2004年）
- 『キミキス』のアンソロジー寄稿作品（『キミキス アンソロジーコミック (1)』2006年）
- マルコの思春期見聞録（『スライムにエッチなイタズラされちゃうアンソロジーコミック』2018年）
- 光の戦士マジカルシャイン（『ノーパンの女の子は好きですか？アンソロジーコミック』2018年）
- 異世界の巨大っ娘が子種をねだってグイグイくる話（『異種族っ娘が子種をねだってグイグイくるアンソロジーコミック』2020年）
- 僕がタコ娘ちゃんとヌチョヌチョしちゃった話（『異種族っ娘が子種をねだってグイグイくるアンソロジーコミック2』2020年）

### 書籍
- 『おたくの娘さん』、富士見書房〈ドラゴンコミックスエイジ〉2006年 - 2011年、全11巻
- 『絶対☆アイドル』、作画：ぎん太、富士見書房〈角川コミックス ドラゴンJr.〉、全1巻
- 『幕末ヱイリアン』、富士見書房〈ドラゴンコミックスエイジ〉、全2巻
  1. 2012年11月9日発売[4]、ISBN 978-4-04-712840-8
  2. 2013年5月9日発売[5]、ISBN 978-4-04-712872-9
- 『和太鼓†ガールズ』、双葉社〈月刊アクションコミックス〉2014年、全2巻
- 『天沢君とカムナちゃん』一迅社〈REXコミックス〉、2015年7月27日発売[6]、ISBN 978-4-7580-6537-5
- 『メイデンス・オーダー』、芳文社〈まんがタイムKRコミックス フォワードシリーズ〉、全2巻
  1. 2016年8月10日発売[7][8]、ISBN 978-4-8322-4732-1
  2. 2017年4月12日発売[8]、ISBN 978-4-8322-4826-7
- 『婚約者に裏切られた錬金術師は、独立して『ざまぁ』します』、原作：Y.A、ぶんか社〈ぶんか社コミックス BKコミックス〉、既刊5巻（2025年3月5日現在）
  1. 2022年11月5日発売[9][10]、ISBN 978-4-8211-5460-9
  2. 2023年6月5日発売[11]、ISBN 978-4-8211-5611-5
  3. 2024年3月5日発売[12]、ISBN 978-4-8211-5793-8
  4. 2024年9月5日発売[13]、ISBN 978-4-8211-5903-1
  5. 2025年3月5日発売[14]、ISBN 978-4-8211-1017-9

### その他
- 婚約者に裏切られた錬金術師は、独立して『ざまぁ』します（著：Y.A、『BKブックス』、2022年）挿絵